# Turbo inyección directa

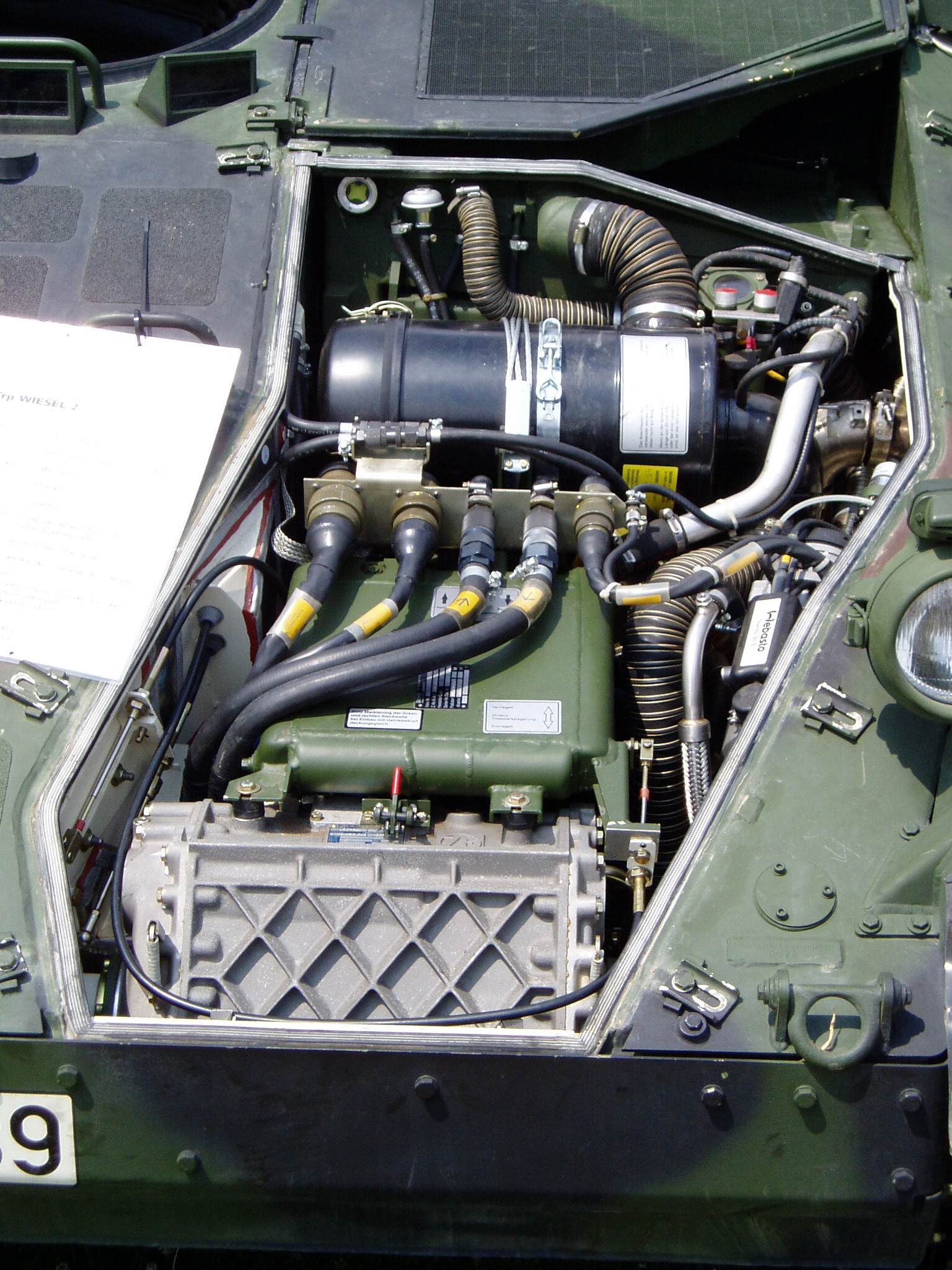
TDI en un Luftlandepanzer Wiesel 2 del Ejército Federal Alemán

TDI, acrónimo de Turbodiesel mit Direkteinspritzung, turbodiesel de inyección directa en alemán, es la denominación comercial utilizada por el Grupo VAG para designar genéricamente a sus vehículos dotados de motores diésel con inyección directa gestionada electrónicamente y turbocompresor. 
Bajo dicha denominación se han comercializado vehículos equipados con tecnologías totalmente distintas; bomba distribuidora, inyector-bomba o common-rail, que no obstante comparten la utilización de cámaras de combustión labradas en la cabeza del pistón, gestión electrónica y turbocompresor. En el caso de los vehículos diésel con inyección directa gestionada electrónicamente sin turbocompresor, se utilizó la denominación SDI por  Saugdiesel mit Direkteinspritzung, diésel atmosférico de inyección directa en alemán. 
El banco de motores TDI se emplea en los turismos y vehículos comerciales del Grupo Volkswagen (Audi, Volkswagen, SEAT y Skoda) así como en embarcaciones con motores Volkswagen Marine y en aplicaciones industriales de Volkswagen Industrial Motor. Paralelamente, en virtud de los acuerdos comerciales del grupo VAG con otros fabricantes, mecánicas TDI han sido utilizadas por otra marcas bajo la misma denominación (Ford Galaxy TDI) u otras («D-ID» en Mitsubishi o «CRD» en Chrysler).
El primer motor TDI bajo la licencia comercial del Grupo Volkswagen fue estrenado en el Audi 100 TDI de 1989, cuatro años después de que Perkins comercializase su motor Prima con una tecnología similar (bomba distribuidora rotativa Bosch e inyectores mecánicos) y tres después de que Fiat aplicase esa misma tecnología a un turismo, el Fiat Croma TD i.d. (por «iniezione diretta»), lejano antecedente de los JTD. 
En 1999 VAG introduce el sistema common-rail en el motor V8 de Audi A8 3.3 TDI Quattro y comienza a incorporar paulatinamente en sistema sistema inyector-bomba en el 1.4 TDI y en los nuevos 1.9 TDI en sustitución de la antigua bomba distribuidora. A partir del año 2010 todos los TDI pasan a utilizar exclusivamente tecnología common rail como la práctica totalidad de la industria mundial.
Entre 2006 y 2014, Audi compitió en la categoría LMP1 de carreras con motores TDI consiguiendo varias victorias.
Los motores TDI instalados en automóviles de modelos entre 2009 y 2015 del grupo Volkswagen y vendidos hasta el 18 de septiembre de 2015 tenían un dispositivo de desactivación, que activaba los controles de emisiones únicamente durante la prueba de emisiones. Los controles de emisiones de otra forma se desactivaban, permitiendo que estos motores TDI excediesen los límites de emisiones legales. VW admitió que montaba dicho dispositivo ilegal en sus coches TDI.

## General
TDI es la combinación de 2 tecnologías de motores diésel:
- Inyección directa: el inyector introduce el diésel directamente en la cámara de combustión. Esto hace que la combustión sea más completa que si dependiese de una precámara de combustión (combustión indirecta), lo que incrementa el par de salida y reduce las emisiones de gases de escape.[1][2]
- Turbodiésel: el motor tiene una turbina que comprime el aire de entrada para obtener una potencia y par de salida mayores a partir de una menor cilindrada.[1][2]

La mayoría de motores TDI también usan un intercooler para reducir la temperatura (y aumentar la densidad) del aire comprimido antes de que entre en los cilindros
Entre las compañías usan sistemas similares con distintas denominaciones, entre ellas podemos distinguir TDI en el Grupo VAG (Volkswagen, Audi, Seat y Skoda) y Land Rover, HDI en Peugeot y Citroën, JTD en el Grupo Fiat, Alfa Romeo y Lancia, CDI en Mercedes-Benz, d en BMW y TiD en Saab. El grupo VAG también tiene el motor SDI (inyección diésel por succión, en inglés Suction Diesel Injection) para su motores diésel atmosféricos, es decir, sin turbo.

### Gasolina
El equivalente tecnológico del TDI en motores a gasolina se denomina TSI.
Los sistemas de inyección directa de gasolina tratan de conseguir también un menor consumo al ser capaces de crear una mezcla estratificada, esto es la clásica de 14:1 cerca de la bujía para que pueda inflamarse con facilidad, y menor a medida que nos alejamos de ella, hasta ser solo aire cerca de las paredes del cilindro. Hasta aquí todo igual que en un diésel a excepción de la presencia de la bujía, pero esta forma de trabajo genera una gran cantidad de óxidos de nitrógeno que es un contaminante muy tóxico (haciendo que estos motores, sin filtro antipartículas, contaminen 10 veces más que un diésel Euro 5 dotado de filtro antipartículas), los cuales deben ser eliminados mediante un tipo especial de catalizador del tipo acumulador; este retiene dichos óxidos hasta que se satura, cuando esto ocurre una sonda situada detrás de él detecta dichos óxidos y el sistema electrónico hace que el motor trabaje con una mezcla rica en gasolina, lo que calienta el catalizador; esto unido a una pequeña cantidad de combustible que llega a él reduce los óxidos, quedando solo nitrógeno.

## Historia

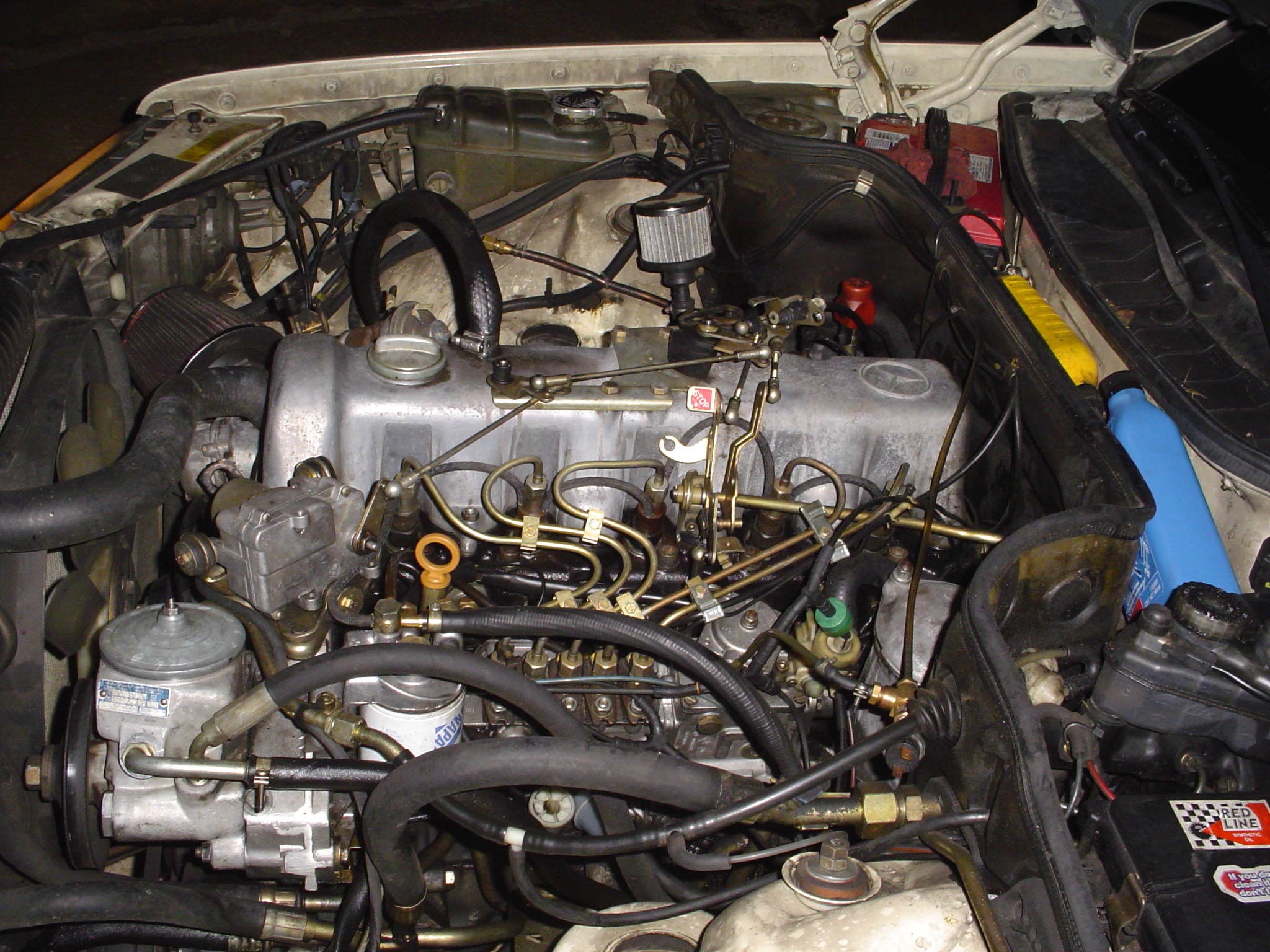
Motor Mercedes-Benz OM617 (de 1978 a 1980) turbo de inyección indirecta. En primer plano la bomba distribuidora lineal

El concepto de inyección directa se remonta al mismo origen del motor diésel. Su mayor ventaja es que existe menor pérdida de energía al ser la cámara de combustión más reducida, lo que minimiza la pérdida de calor hacia las paredes del cilindro o hacia las de la cámara de combustión como sucede en los modelos con precámara. Esto se traduce en un mayor y mejor rendimiento (el calor que se pierde es energía perdida), lo que repercute en un mejor consumo y arranque en frío.
Turbo denomina el sistema de sobrealimentación que monta una turbina en el escape, la cual gira al incidir sobre ella los gases de escape, y en la admisión un compresor unidos por un eje, el cual se encarga de forzar la entrada de aire en los cilindros.
- El primer motor turbodiésel utilizado en un vehículo de pasajeros fue de inyección indirecta. Era un motor de 5 cilindros que montaba el Mercedes-Benz 300SD W116 en 1978, denominado 300 SD.[13]
- En 1985 Perkins desarrolla el pequeño motor 2.0 MDI de inyección directa con bomba rotativa Bosch sobre la base del motor Serie O de Austin/Rover. Montado inicialmente en el Austin Maestro Van  en versión atmosférica, el motor conocido luego como Prima recibiría posteriormente un turbocompresor e introduciría el control electrónico del caudal y el avance de la bomba en sucesivas versiones.
- En 1986 Fiat desarrolla el Fiat Croma 1.9 TD.i.d.[14] con inyección directa mediante bomba rotativa Bosch VE e inyectores mecánicos, que se convierte en el primer turismo con inyección directa diésel en ser comercializado.

- A partir de 1991 BMW introdujo la inyección diésel indirecta controlada electrónicamente tds en el motor M51 de 2.5 litros. Sería el canto del cisne de la tecnología de inyección indirecta en los automóviles de turismo, siendo sustituidos años después por los motores d con inyección directa common rail.

Tres años después del Fiat Croma, el Grupo Volkswagen gracias a Richard van Basshuysen creó su primer TDI en 1989 para su Audi 100 TDI. Este montaba un motor Volkswagen 2.5 R5 TDI de 5 cilindros en línea con una bomba inyectora de distribuidor electrónico (llamada «VerteilerPumpe» por Volkswagen) y una inyección directa de 2 fases. La versión inicial sacaba 88 kW (120 CV) a 3 250 rpm y un par de 280 Nm a 2500 rpm.
Los motores TDI con inyección por common rail (con inyectores piezoeléctricos) se introdujeron con el motor Volkswagen 32v TDI V8 del Audi A8 3.3 TDI Quattro de 1999, dos años después del Alfa Romeo 156 2.4-L JTD de 1997, que fue el primer coche utilitario en llevar inyección por common rail.
En 1999, el motor Volkswagen 1.2 TDI]] ganó en el premio a motor internacional del año en las categorías «De 1.0 a 1.4» y «Mejor autonomía».
En el año 2000, se ideó un sistema de inyectores unitarios (llamado «Pumpe Düse» por Volkswagen) para sustituir la al sistema de distribución de bomba inyectora (excepto en los motores V8, que usaban common rail). En 2003, se mejoró el inyector de combustible con un inyector piezoeléctrico para sustituir el inyector unitario que operaba como solenoide.
Desde 2009, la mayoría de motores TDI del Grupo Volkswagen han cambiado de inyectores unitarios a una inyección por common rail.

## Características
Los cilindros de los motores TDI no tienen antecámara (inyección indirecta) o cámara en forma de remolino; los calentadores están predispuestos en la cámara de combustión, que se encuentran normalmente en cavidades circulares en las cabezas de los pistones. La superficie reducida de la cámara de combustión en comparación con los motores con antecámara o cámara en forma de remolino hace que las pérdidas de calor sean más reducidas y con ello mejora su eficiencia. Además en los cilindros no existe ninguna sobreintensidad recortada (con pérdidas) como en los dos tipos de cámaras mencionadas. Por lo tanto estos motores tienen un consumo considerablemente reducido. El principio ocasiona un significativo incremento de la presión y con ello un notable ruido de motor más alto. De manera general todos los motores turbodiésel tienen una cierta debilidad al arrancar que se atribuye al impulso de carga del turbocargador de los gases de escape que aún no está posicionado. Esta propiedad denominada «turbolag», tiempo de respuesta del turbo, es notable en las velocidades del motor entre el régimen de ralentí en torno a las 1 000 rpm y la eficacia del turbocargador a unas 1 300 rpm. En los motores TDI el número de revoluciones máximo regularmente alcanza entre 1 800 y 2 200 revoluciones por minuto.

### Inyectores piezoeléctricos
En la actualidad las regulaciones que tienen que ver con las emisiones se han vuelto cada vez más estrictas, a la par que los clientes demandan motores más silenciosos con mejor potencia, lo que ha llevado a que diversas marcas estén usando inyectores piezoeléctricos que son unas 10 veces más rápidos de respuesta que los convencionales, lo que hace que dentro de cada ciclo de explosión se produzcan varias inyecciones de pequeñas cantidades de combustible aumentando la suavidad de funcionamiento y reduciendo aún más el consumo. El número de inyecciones por ciclo con este tipo de inyectores puede alcanzar el número de cinco, aunque la mayoría de los fabricantes solo realizan tres de momento.
Estos inyectores trabajan a la inversa que los mecheros «magiclik», en estos una tensión mecánica sobre el material piezoeléctrico se traduce en una corriente eléctrica; en los inyectores es al contrario, una tensión eléctrica producirá un movimiento que actuará sobre la aguja del inyector. En los inyectores de diésel, los cristales piezoeléctricos alteran sus estructuras en menos de una milésima de segundo al expandirse ligeramente cuando se aplica un voltaje eléctrico. Cientos de obleas piezoeléctricas, apiladas una sobre otra en un inyector, se expanden y cuando lo hacen ocurre un movimiento lineal que se transmite directamente a una aguja del inyector sin necesidad de ningún enlace mecánico entre ellos.

## Fraude de la prueba de gases
El 18 de septiembre de 2015 la Agencia de Protección Ambiental de EE. UU. y la Junta de Recursos del Aire de California comunicó a VW que aproximadamente 480 000 automóviles VW y Audi con motores 2.0 TDI vendidos en EE. UU. entre 2009 y 2015 tenían un dispositivo de desinstalación para el cumplimiento de emisiones. Dicho dispositivo, estaba diseñado especialmente con un firmware con el que la Unidad de control de motor detectaba las condiciones de prueba de gases y en dichas condiciones provoca que el vehículo cumpla con la regulación de emisiones activando de forma puntual todos los controles de gases de escape. Sin embargo, en condiciones de conducción normales, los controles de emisión se suprimían, permitiendo que el motor produjese un par mayor y lograse una mayor autonomía, a costa de emitir 40 veces más de óxidos de nitrógeno del que permite la ley. Dichos niveles de emisión de NOx no están tolerados por las regulaciones norteamericanas. VW alegó reconociendo dicho error y admitió que el software ilegal fue instalado en otros de sus vehículos diésel de todo el mundo, afectado a aproximadamente 11 millones de vehículos.

## Motor TDI en competición

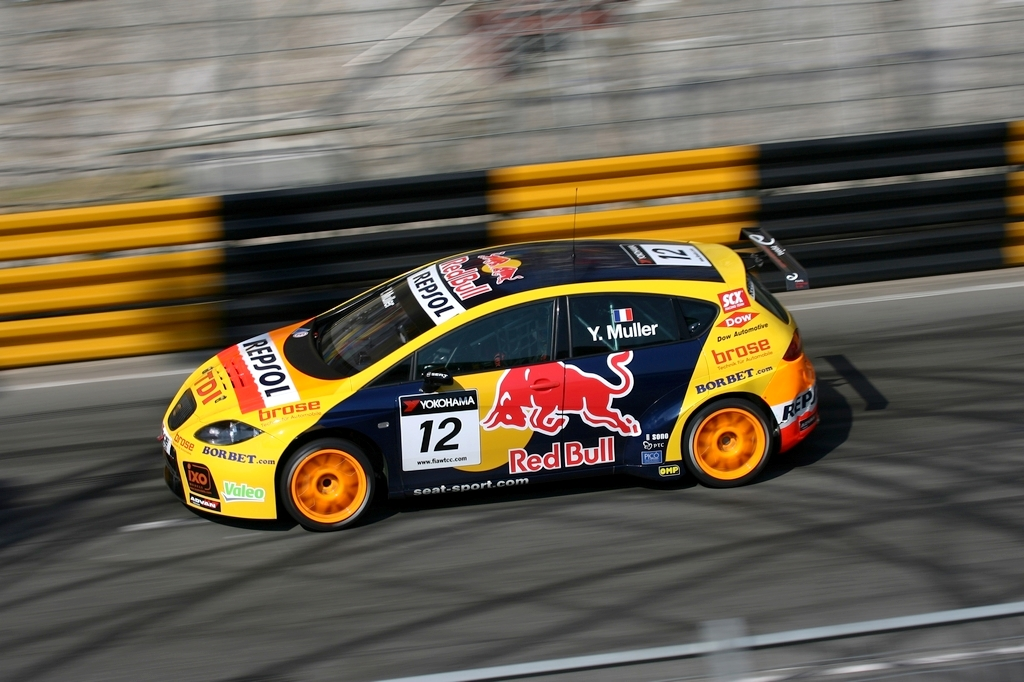
SEAT León TDI en WTCC (2008)

El primer motor TDI utilizado por el Grupo Volkswagen en competiciones fue en el Audi R10 TDI, que compitió en la categoría Prototipo de Le Mans (LMP). El Audi R10 TDI consiguió una victoria en su debut en 2006 en la carrera de las 12 Horas de Sebring y en el mismo año 2006 en las 24 Horas de Le Mans, con el mismo resultado ganador en primer puesto, la primera vez que un vehículo diésel ganaba cada una de las carreras. Entre 2006 y 2014, el R10 y sus sucesores (R15 y R18) ganaron las 24 Horas de Le Mans en ocho ocasiones (en 2009 no ganó el Grupo VAG, pero ganó otro vehículo diésel, el Peugeot 908 HDi FAP).
En la Copa Mundial de Turismos (WTCC), el SEAT León TDI ganó los campeonatos de 2008 y 2009, siendo un éxito tanto para los pilotos como para los fabricantes. En 2008, el SEAT León TDI también compitió en el Campeonato Británico de Turismos (BTCC) y fue el primer coche diésel en ganar una ronda del campeonato, lograda en Donington Park.

## Galería
|                             |
| Emblema TDI en un Golf VII. |

|                                                                       |
| Fiat Croma TD 2.0 i.d., primer automóvil diésel de inyección directa. |